# Achrophyllum haesselianum
Achrophyllum haesselianum är en bladmossart som beskrevs av Celina Maria Matteri 1979. Achrophyllum haesselianum ingår i släktet Achrophyllum och familjen Hookeriaceae. Inga underarter finns listade i Catalogue of Life.